# PhpPgAdmin
phpPgAdmin je webová aplikace napsaná v PHP, která slouží ke správě databázového serveru PostgreSQL. Aplikace vznikla v roce 2002 jako fork phpMyAdminu s cílem poskytnout podobné funkce pro PostgreSQL. Nyní jsou to však dva rozdílné produkty.